# ATP de Atlanta de 2013
O ATP de Atlanta de 2013 foi um torneio de tênis masculino disputado em quadras duras na cidade de Atlanta, nos Estados Unidos. Esta foi a 26ª edição do evento, realizado no Atlantic Station, sendo o parte do US Open Series, série de torneios em quadra dura preparatórios para o US Open.

## Distribuição de pontos
| Evento  | V   | F   | SF | QF | Segunda rodada | Primeira rodada | Q  | Q3 | Q2 | Q1 |
| Simples | 250 | 150 | 90 | 45 | 20             | 0               | 12 | 6  | 0  | 0  |
| Duplas  | 250 | 150 | 90 | 45 | 0              | —               | —  | —  | —  | —  |

## Chave de simples

### Cabeças de chave
| País | Jogador        | Rank1 | Cabeça |
| ---- | -------------- | ----- | ------ |
| USA  | John Isner     | 21    | 1      |
| RSA  | Kevin Anderson | 23    | 2      |
| CRO  | Ivan Dodig     | 37    | 3      |
| NED  | Igor Sijsling  | 55    | 4      |
| TPE  | Lu Yen-hsun    | 60    | 5      |
| USA  | Mardy Fish     | 62    | 6      |
| AUS  | Lleyton Hewitt | 65    | 7      |
| RUS  | Evgeny Donskoy | 66    | 8      |

- 1 Rankings como em 15 de julho de 2013

### Outros participantes
Os seguintes jogadores receberam convites para a chave de simples:
- Christian Harrison
- Denis Kudla
- Rhyne Williams

O seguinte jogador entrou na chave de simples como special exempt:
- Ivo Karlović

Os seguintes jogadores entraram na chave de simples através do qualificatório:
- Matthew Ebden
- Kevin King
- Tim Smyczek
- Mischa Zverev

### Desistências
Antes do torneio
- Radek Štěpánek

Durante o torneio
- Ivo Karlović (doença)
- Michael Russell (doença)

## Chave de duplas

### Cabeças de chave
| País | Jogador                | País | Jogador         | Rank1 | Cabeça |
| ---- | ---------------------- | ---- | --------------- | ----- | ------ |
| CRO  | Ivan Dodig             | BRA  | Marcelo Melo    | 34    | 1      |
| MEX  | Santiago González      | USA  | Scott Lipsky    | 55    | 2      |
| GBR  | Colin Fleming          | GBR  | Jonathan Marray | 62    | 3      |
| FRA  | Édouard Roger-Vasselin | NED  | Igor Sijsling   | 89    | 4      |

- 1 Rankings como em 15 de julho de 2013

### Outros participantes
As seguintes parcerias receberam convites para a chave de duplas:
- Christian Harrison /  Ryan Harrison
- Kevin King /  Juan-Carlos Spir

### Desistências
Durante o torneio
- Michael Russell (illness)

## Campeões

### Simples
- John Isner venceu  Kevin Anderson, 6 –7(6), 7–6(2), 7–6(2)

### Duplas
- Édouard Roger-Vasselin /  Igor Sijsling venceram  Colin Fleming /  Jonathan Marray, 7–6(6), 6–3